# Rashid Léon Harerimana
Rashid Léon Harerimana (ur. 14 marca 1994 w Bużumburze) – burundyjski piłkarz grający na pozycji prawego obrońcy. Od 2022 jest zawodnikiem klubu Kayanza United FC.

## Kariera klubowa
Swoją karierę Harerimana rozpoczął w klubie LLB Académic FC. W sezonie 2012/2013 zadebiutował w jego barwach w pierwszej lidze burundyjskiej. Grał w nim do 2018 roku. Dwukrotnie wywalczył z nim mistrzostwo Burundi w sezonach 2013/2014 i 2016/2017, dwa wicemistrzostwa w sezonach 2014/2015 i 2017/2018 oraz Puchar Burundi w 2014 roku. W sezonie 2018/2019 grał w rwandyjskim AS Kigali FC, a w 2019 wrócił do Burundi i został zawodnikiem klubu Kayanza United FC. W sezonie 2020/2021 wywalczył z nim wicemistrzostwo kraju.

## Kariera reprezentacyjna
W reprezentacji Burundi Harerimana zadebiutował 7 lipca 2013 roku w zremisowanym 1:1 meczu Mistrzostw Narodów Afryki 2014 z Sudanem.